# Campionato europeo di hockey su ghiaccio
Il Campionato europeo di hockey su ghiaccio è stata una competizione che vedeva coinvolte le migliori rappresentative nazionali europee di hockey su ghiaccio, la cui prima edizione si svolse nel 1910 e l'ultima nel 1991. La disputa fu voluta dalla Federazione Internazionale, nata due anni prima: era la prima competizione ufficiale fra squadre nazionali.
Le modalità di assegnazione del titolo sono variate nel corso del tempo:
- Tra il 1910 e il 1932 si tenne un torneo autonomo, con alcune eccezioni: l'interruzione, dovuta alla prima guerra mondiale, negli anni 1915-1920; l'edizione del 1928, quando per l'assegnazione del titolo valse il torneo olimpico; le edizioni del 1930 e 1931, quando per l'assegnazione del titolo valse la posizione raggiunta nel campionato del mondo.
- Tra il 1933 e il 1965 e poi nuovamente dal 1976 al 1983, la classifica dell'europeo era stilata in base alle posizioni raggiunte dalle squadre europee nella classifica finale di quella edizione del campionato del mondo.
- Negli anni 1928, 1936, 1948, 1952, 1956, 1960, 1964 e 1968, il titolo europeo fu assegnato in base alle posizioni raggiunte dalle squadre europee nella classifica finale del torneo olimpico di quell'anno, che valeva anche come campionato del mondo.
- Tra il 1966 e il 1975, il titolo veniva assegnato secondo una classifica che teneva conto solo degli scontri tra squadre europee nel campionato del mondo (il mondiale era giocato con un girone all'italiana).
- Tra il 1983 (anno in cui, dopo il girone all'italiana, vennero introdotti un girone per le medaglie ed uno per non retrocedere) e il 1991, il titolo veniva assegnato secondo una classifica che teneva conto solo degli scontri tra squadre europee nel girone preliminare del campionato del mondo.
- Negli anni olimpici 1980, 1984 e 1988, non essendosi disputato il campionato del mondo, non fu assegnato neppure il titolo europeo.

Nel 1992 il formato del mondiale cambiò, con la divisione del girone preliminare in più gironi e l'introduzione dei play-off: non fu più possibile stilare una classifica e l'europeo fu soppresso.

## Medagliere
| Pos. | Paese                  | Oro | Argento | Bronzo |
| ---- | ---------------------- | --- | ------- | ------ |
| 1    | Unione Sovietica       | 27  | 6       | 1      |
| 2    | Cecoslovacchia/ Boemia | 14  | 22      | 15     |
| 3    | Svezia                 | 10  | 17      | 18     |
| 4    | Svizzera               | 4   | 6       | 8      |
| 5    | Regno Unito            | 4   | 2       | 1      |
| 6    | Germania               | 2   | 4       | 8      |
| 7    | Austria                | 2   | 3       | 5      |
| 8    | Belgio                 | 1   | 1       | 3      |
| 9    | Francia                | 1   | 1       | 0      |
| 10   | Polonia                | 0   | 2       | 0      |
| 11   | Finlandia              | 0   | 1       | 4      |
| 12   | Norvegia               | 0   | 0       | 2      |

## Podi
| Anno | Campione d'Europa | Secondo Posto  | Terzo Posto       | Note                                               |
| ---- | ----------------- | -------------- | ----------------- | -------------------------------------------------- |
| 1910 | Regno Unito       | Germania       | Belgio            |                                                    |
| 1911 | Boemia            | Germania       | Belgio            |                                                    |
| 1912 | Boemia            | Germania       | Austria           | Annullato                                          |
| 1913 | Belgio            | Boemia         | Germania          |                                                    |
| 1914 | Boemia            | Germania       | Belgio            |                                                    |
| 1921 | Svezia            | Cecoslovacchia |                   | Solo due partecipanti                              |
| 1922 | Cecoslovacchia    | Svezia         | Svizzera          |                                                    |
| 1923 | Svezia            | Francia        | Cecoslovacchia    |                                                    |
| 1924 | Francia           | Svezia         | Svizzera          |                                                    |
| 1925 | Cecoslovacchia    | Austria        | Svizzera          |                                                    |
| 1926 | Svizzera          | Cecoslovacchia | Austria           |                                                    |
| 1927 | Austria           | Belgio         | Germania          |                                                    |
| 1928 | Svezia            | Svizzera       | Regno Unito       |                                                    |
| 1929 | Cecoslovacchia    | Polonia        | Austria           |                                                    |
| 1930 | Germania          | Svizzera       | Austria           |                                                    |
| 1931 | Austria           | Polonia        | Cecoslovacchia    |                                                    |
| 1932 | Svezia            | Austria        | Svizzera          | Ultima edizione degli europei come torneo autonomo |
| 1933 | Cecoslovacchia    | Austria        | Germania Svizzera | Terzo posto ex aequo                               |
| 1934 | Germania          | Svizzera       | Cecoslovacchia    |                                                    |
| 1935 | Svizzera          | Regno Unito    | Cecoslovacchia    |                                                    |
| 1936 | Regno Unito       | Cecoslovacchia | Germania          |                                                    |
| 1937 | Regno Unito       | Svizzera       | Germania          |                                                    |
| 1938 | Regno Unito       | Cecoslovacchia | Germania          |                                                    |
| 1939 | Svizzera          | Cecoslovacchia | Germania          |                                                    |
| 1947 | Cecoslovacchia    | Svezia         | Austria           |                                                    |
| 1948 | Cecoslovacchia    | Svizzera       | Svezia            |                                                    |
| 1949 | Cecoslovacchia    | Svezia         | Svizzera          |                                                    |
| 1950 | Svizzera          | Regno Unito    | Svezia            |                                                    |
| 1951 | Svezia            | Svizzera       | Norvegia          |                                                    |
| 1952 | Svezia            | Cecoslovacchia | Svizzera          |                                                    |
| 1953 | Svezia            | Germania       | Svizzera          |                                                    |
| 1954 | URSS              | Svezia         | Cecoslovacchia    |                                                    |
| 1955 | URSS              | Cecoslovacchia | Svezia            |                                                    |
| 1956 | URSS              | Svezia         | Cecoslovacchia    |                                                    |
| 1957 | Svezia            | URSS           | Cecoslovacchia    |                                                    |
| 1958 | URSS              | Svezia         | Cecoslovacchia    |                                                    |
| 1959 | URSS              | Cecoslovacchia | Svezia            |                                                    |
| 1960 | URSS              | Cecoslovacchia | Svezia            |                                                    |
| 1961 | Cecoslovacchia    | URSS           | Svezia            |                                                    |
| 1962 | Svezia            | Finlandia      | Norvegia          |                                                    |
| 1963 | URSS              | Svezia         | Cecoslovacchia    |                                                    |
| 1964 | URSS              | Svezia         | Cecoslovacchia    |                                                    |
| 1965 | URSS              | Cecoslovacchia | Svezia            |                                                    |
| 1966 | URSS              | Cecoslovacchia | DDR               | [ 4 ]                                              |
| 1967 | URSS              | Svezia         | Cecoslovacchia    |                                                    |
| 1968 | URSS              | Cecoslovacchia | Svezia            |                                                    |
| 1969 | URSS              | Svezia         | Cecoslovacchia    |                                                    |
| 1970 | URSS              | Svezia         | Cecoslovacchia    |                                                    |
| 1971 | Cecoslovacchia    | URSS           | Svezia            |                                                    |
| 1972 | Cecoslovacchia    | URSS           | Svezia            |                                                    |
| 1973 | URSS              | Svezia         | Cecoslovacchia    |                                                    |
| 1974 | URSS              | Cecoslovacchia | Svezia            |                                                    |
| 1975 | URSS              | Cecoslovacchia | Svezia            |                                                    |
| 1976 | Cecoslovacchia    | URSS           | Svezia            |                                                    |
| 1977 | Cecoslovacchia    | Svezia         | URSS              |                                                    |
| 1978 | URSS              | Cecoslovacchia | Svezia            |                                                    |
| 1979 | URSS              | Cecoslovacchia | Svezia            |                                                    |
| 1981 | URSS              | Svezia         | Cecoslovacchia    |                                                    |
| 1982 | URSS              | Cecoslovacchia | Svezia            |                                                    |
| 1983 | URSS              | Cecoslovacchia | Svezia            |                                                    |
| 1985 | URSS              | Cecoslovacchia | Finlandia         |                                                    |
| 1986 | URSS              | Svezia         | Finlandia         |                                                    |
| 1987 | URSS              | Cecoslovacchia | Finlandia         |                                                    |
| 1989 | URSS              | Cecoslovacchia | Svezia            |                                                    |
| 1990 | Svezia            | URSS           | Cecoslovacchia    |                                                    |
| 1991 | URSS              | Svezia         | Finlandia         |                                                    |

| Legenda |
| --- |
| Titolo europeo assegnato con un torneo autonomo                                                                                                   |
| Titolo europeo assegnato secondo la posizione finale delle squadre europee nel torneo olimpico valevole anche come campionato del mondo           |
| Titolo europeo assegnato secondo la posizione finale delle squadre europee nel campionato del mondo                                               |
| Titolo europeo assegnato secondo la classifica stilata considerando i soli scontri diretti tra le squadre europee durante il campionato del mondo |